# Saint-Genou
Saint-Genou is een gemeente in het Franse departement Indre (regio Centre-Val de Loire). De plaats maakt deel uit van het arrondissement Châteauroux. Het dorp is genoemd naar de heilige Genulphus (Saint Genou), aan wie de kerk gewijd is. Saint-Genou telde op 1 januari 2022 939 inwoners.

## Geografie
De oppervlakte van Saint-Genou bedroeg op 1 januari 2022 24,41 vierkante kilometer; de bevolkingsdichtheid was toen 38,5 inwoners per km².

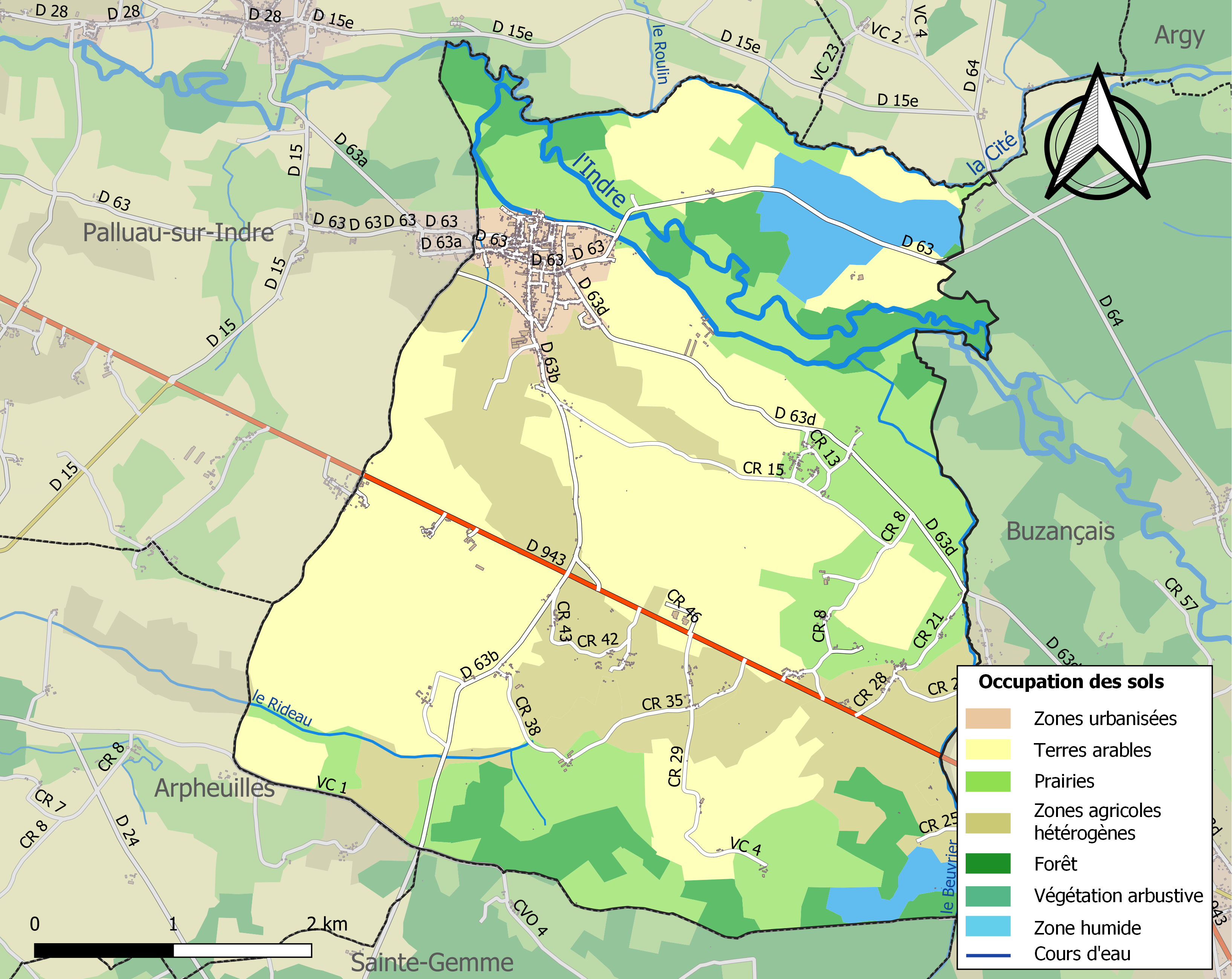
Kaart van de gemeente met belangrijkste infrastructuur, bodemgebruik en omliggende gemeenten

## Demografie
Onderstaande figuur toont het verloop van het inwonertal (bron: INSEE-tellingen).